# Cristina Bergoglio
Cristina Bergoglio (Córdoba, Argentina, 1967) es una artista, escritora y arquitecta argentina, y la sobrina del Papa Francisco.

## Biografía
Nacida en Córdoba, Argentina, Bergoglio estudió en el Taller de Pintura de María Finochietti en Argentina desde 1983 hasta 1986, y obtuvo su Titulación Superior en arquitectura urbana de la Universidad Nacional de Córdoba en 1996. Sus primeras exposiciones fueron a fines de la década de 1980. En 1997, se trasladó a España, donde asistió al Taller de Pintura Emma Gans en Madrid y a la academia Taller del Prado en Madrid, convirtiéndose más tarde en profesora en esa institución hasta 2007.
Sus pinturas tienden a retratar grandes metrópolis como Nueva York, Miami, Porto, Londres y Madrid, y suele trabajar con técnicas de pintura acrílica y al óleo. En junio de 2014, sus obras fueron exhibidas en una exposición en el Hotel Conrad en el vecindario de Brickell en Miami. En 2017, fue una de los veinte artistas cuyas obras se presentaron en una exposición y subasta benéfica en el Museo Thyssen-Bornemisza, y en 2018, sus obras fueron mostradas en la Galería Doorway en Dublín, Irlanda. Su exhibición en Dublín, que incluía pinturas de la ciudad que había preparado para la ocasión, coincidió con una visita a Irlanda del Papa Francisco, aunque la exposición en la galería estaba planeada un año antes de que se anunciara la visita del Papa.
En 2019, Bergoglio fue el tema de un cortometraje documental, Escribir con el pincel, proyectado en la Academia de Artes y Ciencias Cinematográficas de España. En 2020, fue una de los once artistas incluidos en una exposición titulada «Once de 10» en Espacio 36 en Zamora, España.

## Vida personal
A partir de 2020, Bergoglio reside en España. En su vida personal, se ha descrito a sí misma como espiritual pero no religiosa, y ha declarado: «No tengo miedo de decir que veo a la iglesia como obsoleta, y por eso creo que la vida ha puesto a mi tío para renovar este cierto sistema de pensamiento que estaba estancado». En una entrevista, indicó que solo había conocido al Papa Francisco una vez, donde «le regalé una pintura de la ciudad de Asís en Italia», y que no había buscado encontrarse con él nuevamente por «respeto a su trabajo como mensajero espiritual», y debido a su propia agenda ocupada. Además de pintar y enseñar, ha escrito artículos para varias revistas y publicado varios libros, incluyendo Vivir Renaciendo, Las 20 Libertades del Ser, Entrar en lo Extraordinario en tiempos del coronavirus y Que la ciudad sea contigo.